# Брунети (Империја)
Брунети је насеље у Италији у округу Империја, региону Лигурија.
Према процени из 2011. у насељу је живело 25 становника. Насеље се налази на надморској висини од 354 м.